# ألين ويليس
ألين ويليس (بالإنجليزية: Allen Willis)‏ هو مخرج أمريكي، ولد في 10 يونيو 1916 في واشنطن العاصمة في الولايات المتحدة، وتوفي في 23 فبراير 2011 في أوكلاند في الولايات المتحدة.

## وصلات خارجية
- ألين ويليس على موقع أول موفي (الإنجليزية)